# فهرست مراکز شهرستان‌های استان مرکزی
فهرست مراکز شهرستان‌های استان مرکزی:
1. آشتیان.
2. اراک.
3. تفرش.
4. خمین.
5. خنداب.
6. دلیجان.
7. ساوه.
8. شازند.
9. کمیجان.
10. مامونیه.
11. محلات.
12. فرمهین.